# Palestra
Palestra též palaistra (z řeckého παλαίστρα palaístra „zápasiště“, latinsky palaestra) byla plocha vysypaná pískem nebo štěrkem určená ke cvičení zápasů a obklopená sloupovím. Později se tento výraz používal jako synonymum pro řecký gymnasion. Byla součástí nejen gymnasií, ale též lázní.

## Historie
V 6. století př. n. l. byla palestra čistě sportovně výchovné zařízení, které zajišťovalo vojenskou výuku. V 5. století př. n. l. se palestra stala běžným výchovným místem, kde probíhala nejen tělesná, ale též duchovní výchova a palestra se tak přiblížila gymnasionu.
Řecká palestra měla vždy obdobný tvar. Velký dvůr obklopený kolonádou (jako peristyl) členěný a doplněný několika prostory:
- ephebeum: převlékárna
- conisterium: cvičiště pro zápasníky
- coryceum: cvičiště pro pěstní zápasy
- sphaeristerium: cvičiště pro míčové hry
- elaeothesium: místnost na masáže

Palestry tohoto druhu se dochovaly v Athénách, Epidauru, Olympii, Priéné a Délu. Původně se nacházely na okrajích měst, později, když se stávaly veřejnými institucemi, se stavěly blíže k centrům měst (např. v Korintu, Pergamonu a Milétu).
U Římanů se palestry stávaly součástí veřejných lázní. Bohem palestry byl Hermés.